# رالف شيلينغ
رالف شيلينغ (بالإنجليزية: Ralph Schilling)‏ هو لاعب كرة قدم أمريكية أمريكي، ولد في 5 يوليو 1921 في موريس في الولايات المتحدة، وتوفي في 9 مايو 1994 في ماكالين في الولايات المتحدة.